# Santos Suárez
Santos Suárez es un barrio de La Habana.
El nombre de la calle Santos Suárez, que nombra a este reparto, tiene su origen en Leonardo Santos Suárez y Pérez, que en unas elecciones celebradas en el siglo XIX salió electo diputado junto con el maestro Félix Varela y Tomas Gener.
Está considerado, por su extensión y por los numerosos asentamientos poblacionales que conviven en él, como uno de los de mayor importancia en el aspecto económico y administrativo.

## Historia
La mayoría de las casas eran de madera, las demás, fincas, que más tarde fueron parceladas en lotes, conformando el barrio.
En los primeros años de este siglo lo atravesaba un río, que entraba por lo que hoy es la esquina formada por Lacret y D’Strampes, después atravesaba la cuadra General Lee e/ Durege y San Julio, así como las esquinas de Zapotes y Durege, Santa Emilia y Serrano, Santos Suárez y Flores, Enamorados y San Indalecio, San Leonardo y Rabí, Rodríguez y Maboa, siguiendo por ella para atravesar 10 de Octubre, donde había un puente llamado Maboa. Por eso es que hoy por todas esas esquinas por donde atravesaba el río se inundan, siendo la que más la de Zapotes y Durege. Al río antes mencionado se le unía un arroyo que aparecía por Cocos e/ Rabí y San Indalecio y corría por los fondos de las casas que estaban en Diez de Octubre. Este pequeño río se unía al otro en Rodríguez y Maboa, y le llamaban el río Mayito.
En el año 1915 fue cuando se empezó a urbanizar el reparto por la firma “Mendoza y Cia”, que por aquella época se dedicaba a comprar fincas, que después parcelaba y vendía.
La población laboral de Santos Suárez estaba formada en gran parte por personas que trabajaban en tres industrias: la fábrica de jabón “Crusellas y Cia”, la fábrica de confitería “La Estrella” y la fábrica de chocolate “Ambrosia”, también en la fábrica de medias “Once-Once”, que estaba situada en Enamorados 163-165 y 167 e/ San Benigno y Flores, y en el taller de confecciones “Babilonia” que estaba en Enamorados 120 e/ San Indalecio y San Benigno.
El 15 de enero de 1947 se terminó de construir “La Iglesia de La Milagrosa” que está situada en Santos Suárez 368, esquina Paz.
Otro patrimonio del barrio es La Capillita de Caracoles construida por Lorenzo Romero, albañil de profesión, como cumplimiento de una promesa a La Virgen de la Caridad del Cobre, en la primera mitad de la década del 30.
Situada en la Calle San Benigno # 215, entre las calles San Leonardo y Rodríguez, Su fachada principal, así como el altar interior, están recubiertos de caracoles de diferentes formas y tamaños recolectados por todos los vecinos durante meses.
La ornamentación sin pretensiones artísticas y la bandera cubana a todo lo largo de su frontón conformada toda por conchas idénticas la sitúan
como una reliquia única, fruto de la veneración y fe colectiva de lo que significó La Virgen de La Caridad del Cobre para los vecinos del barrio. Hoy, la indolencia, la falta de recursos y la corrupción imperante han acabado con esta joya histórica y arquitectónica, y recientemente han repellado toda la fachada de caracoles, terminando con el símbolo más preciado de esta capilla, quizás algún día, las futuras generaciones puedan reconstruir la fachada, lo peor es que la "reparación" se hizo con fondos de las Naciones Unidas.
La única estación de radio que ha habido en Santos Suárez, fue la estación C.M.B.D “La Voz de Santos Suárez” que estaba en la calle Enamorados 4 (ahora con el número 209) e/ Flores y Serrano; su propietario era Luis Pérez. La misma empezó a trasmitir en diciembre de 1929, y estuvo hasta el 1934, año en que se trasladó al Centro Gallego.
En Santos Suárez, por la década del 30, se creó la revista “Letra”. Su director fue un joven estudiante, que sufrió prisión y torturas en el machadato, nombrado Juan Chávez Moreno que vivía en Enamorados 58 e/ Rabí y San Indalecio.
El 27 de agosto de 1937, el Departamento de Cultura Municipal de la Secretaría de Educación de La Habana, bajo la administración del alcalde Antonio Beroff Mendieta inaugura en el barrio de Santos Suárez una pequeña biblioteca pública, sucursal de La Municipal de La Habana, que puede considerarse como la primera edificación construida en Cuba dedicada específicamente a biblioteca pública, situada en el Parque de Santos Suárez. Su primer director fue Arturo Carricarte y desde el 9 de octubre de 1937 hasta noviembre de 1939 fue dirigida por Fermín Peraza.
En 1913 el director Enrique Díaz Quesada instala el primer estudio cinematográfico que existió en Cuba en la azotea de una casa situada en la Cda. de Jesús del Monte#356 (antigua –hoy 10 de oct.) entre Santa Irene y Correa donde se elabora el primer largometraje con argumento del cine silente en Cuba: “Manuel García o El Rey de Los Campos de Cuba”, que relataba la hazaña de un bandolero muy famoso en aquella época. Díaz Quesada, considerado el pionero de la cinematografía cubana por su producción social y nacional marca, sin duda, el despegue de la historia cinematográfica.
En el período 1955–1960 surge y se desarrolla en esta barriada, la Sociedad Cultural, “ Cine Club Visión”, cuyo local se encontraba en Durege #261 entre Santa Emilia y Zapotes, la cual es considerada uno de los factores que contribuyeron a la formación del ICAIC, así como los cineclubes actuales y las casas de cultura. Además, hizo aportes concretos al desarrollo de la cultura nacional.

## Algunas calles de interés
Importantes urbes y avenidas lo surcan. Por ejemplo, por el lado sur, la avenida de Santa Catalina, conocida como la avenida de los Flamboyanes, que conecta a la Cda. de 10 de Octubre y la Avenida de Rancho Boyeros, transitada por la ruta 69. También cuenta con las calles de Juan Delgado y Mayía Rodríguez, transitadas por las rutas interurbanas 37, 15, 174 que conectan con el municipio del Cerro. Cuenta con algunas elevaciones importantes dentro de su distribución geográfica, entre ellas la altura máxima es la Loma de Chaple con 66,7 m, desde la que se puede ver el panorama de La Habana.

## Parques
Tiene un parque que data más o menos de la segunda década del siglo en la manzana comprendida por las calles Santa Emilia, San Benigno, Zapotes y San Indalecio, llamado por todos "El Parque de Santos Suárez", y que conserva una ceiba descendiente de la original que existía en la creación de este emblemático lugar.

## Cultura
Desde el punto de vista de la cultura es un consejo favorecido por 8 cines o teatros. Ninguno de los cuales actualmente se encuentra prestando servicios. El emblemático cine Mara es sede del Ballet Español de Cuba.
Cines (algunos ya no existen):
Cine Alameda – Santa Catalina
Cine Los Ángeles – Juan Delgado
Cine Mara – Juan Delgado
Cine Santa Catalina – Santa Catalina
Cine Santos Suárez (demolido), construido en su época en estilo Art-Decó, otra joya perdida.
Cine Apolo - 10 de Oct y Stos. Suárez
Cine Moderno (demolido ) - 10 de Oct.
Cine Florida - Vía Blanca y 10 de Oct.
Dos panaderías destacaban : La Panadería de Toyo y la Panadería La Ceiba. Asimismo, la Dulcería La Gran Vía, de fama nacional. También se encontraba la fábrica de pastas y fideos "La Sin Rival" en la calle Rodríguez muy cerca del callejón de Maboa.
La fábrica de refrescos “Ironbeer” (demolida en 1962) situada en la esq. De San Indalecio y Enamorados.
La Esquina de Toyo, es un punto de interés pues además de la panadería, en su otra esquina estaba el Bodegón de Toyo, en cuyos altos funcionaba una academia de mecanografía y taquigrafía donde estudió en la década del 30 el tristemente célebre expresidente (y exdictador nacionalista) de la república Fulgencio Batista y Zaldívar.
Existían 3 sociedades culturales: Sociedad “Curros Enriquez” en Santos Suárez y Rabí , el Club San Carlos en Correa entre Serrano y Flores y otra formada por prominentes miembros de la raza negra situada en 10 de Oct. y Correa, llamada "Los Jóvenes del Vals".
Otro sitio de interés es el llamado “ Malecón sin Agua” todo un farallón que funciona como muro de contención al trazado de la Vía Blanca, y que es un sitio donde van las familias a tomar el fresco en las noches, se extiende desde la calle Flores hasta la Avenida General Lee a todo lo largo de la Vía Blanca, en la acera de enfrente comienza el Barrio del Cerro.

## Personalidades del barrio
- Celia Cruz cantante. Vivió en un pasaje llamado "El Solar de las Margaritas" en la calle Flores entre Zapotes y San Bernardino
- Ernesto Garcia Peña Pintor. Vivió o vive en la calle Luis Estevez entre Mayia Rodriguez y Goicuria.
- Amelia Peláez, pintora, vivía en Santos Suárez.
- Cintio Vitier. Nació en Cayo Hueso, pero vivió toda su vida en Santos Suárez.
- Fina García Marruz, poeta. En compañía de su esposo, Cintio Vitier, vivió en Santos Suárez.
- José Mijares, el pintor, vivía en la Calle Paz.
- Frank Emilio, el pianista vivía en la calle Estrada Palma.
- Rosa Perelmuter, ensayista, nació en Santos Suárez. Vivía en la calle Estrada Palma.
- José María Vitier (músico) nació en Santos Suárez.
- Sergio Vitier, músico nació en Santos Suárez.
- Rita Martin, escritora. Nació en el Casino Deportivo, pero creció y vivió en Santos Suárez, en la calle Estrada Palma.
- Elena Tamargo. Nació en Cabañas, pero vivió gran parte de su vida en Santos Suárez, en la calle Lacret.
- Alberto Garrandés, escritor. Ha vivido en Santos Suárez.
- Lucrecia (cantante). Nació en Santos Suárez y creció en Guanabacoa.
- Horacio Hernández, "El Negro", baterista y percusionista ganador de múltiples premios Grammy. Nació y creció en Mendoza #5 esquina a Santos Suárez.
- Luis de la Paz, escritor, nació y vivió en Figueroa 235, hasta 1980 que ´partió al exilio.
- Raul Planas (Cantante). Vivió en Estrada Palma y Figueroa.
- Richard Egues (músico de la orquesta Aragón) Vivió en La Sola y Estrada Palma.
- Alfredo Pong Eng(humorista gráfico), desde 1951 hasta 1991, vivió en San Benigno 314 entre San Leonardo y Enamorados.